# Aspalathus decora
Aspalathus decora är en ärtväxtart som beskrevs av Rolf Martin Theodor Dahlgren. Aspalathus decora ingår i släktet Aspalathus och familjen ärtväxter. Inga underarter finns listade i Catalogue of Life.